# 티모르쥐
티모르쥐 또는 티모르숲쥐(Rattus timorensis)는 시궁쥐속에 속하는 설치류의 일종이다. 인도네시아 서티모르에서 발견된다. 표본은 무티스산 정상 근처에서 수집된 것으로 알려져 있다.

## 특징
보통 크기의 설치류로 몸통 길이가 157mm이고 꼬리 길이는 77mm이다. 발 길이는 30mm, 귀 길이는 20.5mm, 몸무게는 최댜 112g이다. 등 쪽 털은 황갈색이고 배 쪽은 밝은 황토색을 띤다. 귀는 작고 둥글며 짙은 회색 피부에 짙고 작은 털이 덮여 있다.

## 생태
땅 위에서 주로 생활하는 육상성 동물이다.

## 분포 및 서식지
티모르섬 서부 지역의 무티스산에서 포획된 한 마리의 표본만이 알려져 있다. 섬 전역에서 서식하는 것으로 추정된다. 수많은 화석 잔해에 의하면 과거에는 해발 500m 지역까지 풍부하게 서식했던 것으로 추정된다. 해발 약 1.900m에서 서식한다.